# Liste der Stolpersteine in Altenburg
Die Liste der Stolpersteine in Altenburg enthält alle Stolpersteine, die im Rahmen des gleichnamigen Kunst-Projekts von Gunter Demnig in Altenburg verlegt wurden. Mit ihnen soll an Opfer des Nationalsozialismus erinnert werden, die in Altenburg lebten und wirkten.

## Geschichte
Im Jahr 2005 wurde der von Schülern des Christlichen Spalatin-Gymnasiums produzierte Film Spurensuche – Juden in Altenburg ausgezeichnet. Der Film beleuchtet das Schicksal der einst rund 400 Juden im Altenburger Land. Er besteht u. a. aus Interviews mit Zeitzeugen. 2007 begann die Stolpersteinarbeit in Altenburg.

## Verlegte Stolpersteine
| Bild | Person, Inschrift                       | Adresse                            | Verlege- datum | weitere Informationen |
| --- | --------------------------------------- | ---------------------------------- | -------------- | --------------------- |
| Bild gesucht Der Benutzer GeorgDerReisende ( Diskussion ) wünscht sich an dieser Stelle ein Bild vom Ort mit diesen Koordinaten 50.988385 12.427469 . Motiv: Rudolf-Breitscheid-Straße 2: die Stolpersteine für die Familien Cohn, Bucky und Levy, die Lage und das Haus Falls du dabei helfen möchtest, erklärt die Anleitung , wie das geht. BW | HIER WOHNTE PHILIPPINE COHN …           | Rudolf-Breitscheid-Straße 2 (Lage) |                |                       |
| | HIER WOHNTE GERHARD BUCKY …             | Rudolf-Breitscheid-Straße 2 (Lage) |                |                       |
| | HIER WOHNTE MARIANNE BUCKY …            | Rudolf-Breitscheid-Straße 2 (Lage) |                |                       |
| | HIER WOHNTE SALLY BUCKY …               | Rudolf-Breitscheid-Straße 2 (Lage) |                |                       |
| | HIER WOHNTE FRANZISKA LEVY …            | Rudolf-Breitscheid-Straße 2 (Lage) |                |                       |
| | HIER WOHNTE ALBERT LEVY …               | Rudolf-Breitscheid-Straße 2 (Lage) |                |                       |
| | HIER WOHNTE HANS LEVY …                 | Rudolf-Breitscheid-Straße 2 (Lage) |                |                       |
| | HIER WOHNTE RUTH LEVY …                 | Rudolf-Breitscheid-Straße 2 (Lage) |                |                       |
| | HIER WOHNTE LOTTE LEVY …                | Rudolf-Breitscheid-Straße 2 (Lage) |                |                       |
| | HIER WOHNTE LORE LEVY …                 | Rudolf-Breitscheid-Straße 2 (Lage) |                |                       |
| | HIER WOHNTE RENATE LEVY …               | Rudolf-Breitscheid-Straße 2 (Lage) |                |                       |
| Bild gesucht Der Benutzer GeorgDerReisende ( Diskussion ) wünscht sich an dieser Stelle ein Bild vom Ort mit diesen Koordinaten 50.983053 12.432892 . Motiv: Teichstraße 1: die Stolpersteine für die Familie Seiferth, die Lage und das Haus Falls du dabei helfen möchtest, erklärt die Anleitung , wie das geht. BW                            | HIER WOHNTE MARGOT SEIFERTH GEB. KOHN … | Teichstraße 1 (Lage)               | 6. Nov. 2022   |                       |
| | HIER WOHNTE GERHARD SEIFERTH …          | Teichstraße 1 (Lage)               | 6. Nov. 2022   |                       |
| | HIER WOHNTE FRITZ SEIFERTH …            | Teichstraße 1 (Lage)               | 6. Nov. 2022   |                       |

### Alphabetische Liste
| Stolperstein | Übersetzung | Verlegeort                   | Name, Leben |
| --- | --- | ---------------------------- | --- |
| Bild gesucht Der Benutzer GeorgDerReisende ( Diskussion ) wünscht sich an dieser Stelle ein Bild vom Ort mit diesen Koordinaten 50.983694 12.431481 . Motiv: Schmöllnsche Straße 6: die Stolpersteine für die Familie Beller, die Lage und das Haus Falls du dabei helfen möchtest, erklärt die Anleitung , wie das geht. BW | HIER WOHNTE ABRAHAM M. BELLER JG. 1913 VERZOGEN / ARBEIT 1931 LEIPZIG 'POLENAKTION' 1938 BEUTHEN / BYTOM FLUCHT […] / USBEKISTAN TOT […] 1942 […]        | Schmöllnsche Straße 6 (Lage) | Abraham Mortko Beller (1913–1942) |
| | HIER WOHNTE CHAJA BELLER GEB. BRAND JG. 1879 UNFREIWILLIG VERZOGEN 1935 LEIPZIG 'POLENAKTION' 1938 BEUTHEN / BYTOM GHETTO NEU SANDEZ ERMORDET 1942       | Schmöllnsche Straße 6 (Lage) | Chaja Beller geb. Brand (1879–1942) |
| | HIER WOHNTE GUSTY BELLER JG. 1912 UNFREIWILLIG VERZOGEN 1935 LEIPZIG 'POLENAKTION' 1938 BEUTHEN / BYTOM GHETTO NEU SANDEZ ERMORDET 1942                  | Schmöllnsche Straße 6 (Lage) | Gitla Beller, genannt Gusty (1912–1942) |
| | HIER WOHNTE LUSER BELLER JG. 1916 VERZOGEN / LEHRE 1931 LEIPZIG 'POLENAKTION' 1938 BEUTHEN / BYTOM FLUCHT […] / USBEKISTAN                               | Schmöllnsche Straße 6 (Lage) | Luser Beller (1916–2007) |
| Stolperstein für Marianne Bucky (geb. Cohn) | HIER WIRKTE MARIANNE BUCKY GEB. COHN JG. 1867 FLUCHT 1938 HOLLAND INTERNIERT WESTERBORK DEPORTIERT 1943 ERMORDET 1943 IN SOBIBOR                         | Sporenstraße 3 (Lage)        | Marianne Bucky geb. Bucky (1867–1943) |
| Stolperstein für Sally Bucky | HIER WIRKTE SALLY BUCKY GEB. COHN JG. 1860 FLUCHT 1938 HOLLAND TOT 1940                                                                                  | Sporenstraße 3 (Lage)        | Sally Bucky (1860–1940) |
| Stolperstein für Kurt Dannemann | HIER WOHNTE KURT DANNEMANN JG. 1905 VERHAFTET 1942 BUCHENWALD AUSCHWITZ ERMORDET 17.11.1942                                                              | Kreuzstraße 14 (Lage)        | Kurt Dannemann (1905–1942) |
| Stolperstein für Nathan Dannemann | HIER WOHNTE NATHAN DANNEMANN JG. 1878 VERHAFTET 10.11.1938 BUCHENWALD TOT AN HAFTFOLGEN ERMORDET 29.11.1938                                              | Kreuzstraße 14 (Lage)        | Nathan Dannemann (1878–1942) |
| Stolperstein für Bernhard Freilich | HIER WOHNTE BERNHARD FREILICH JG. 1887 DEPORTIERT 1943 AUSCHWITZ 1945 BUCHENWALD DACHAU TOT 2.4.1945                                                     | Zeitzer Straße 21 (Lage)     | Bernhard Freilich (1887–1945) |
| Stolperstein für Sophie Freilich (geb. Felsen) | HIER WOHNTE SOPHIE FREILICH GEB. FELSEN JG. 1887 DEPORTIERT 1943 AUSCHWITZ ERMORDET 1944                                                                 | Zeitzer Straße 21 (Lage)     | Sophie Freilich geb. Felsen (1891–1944) |
| Bild gesucht Der Benutzer GeorgDerReisende ( Diskussion ) wünscht sich an dieser Stelle ein Bild vom Ort mit diesen Koordinaten 50.977553 12.435454 . Motiv: Zwickauer Straße 41: die Stolpersteine für die Familie Fröhich, die Lage und das Haus Falls du dabei helfen möchtest, erklärt die Anleitung , wie das geht. BW  | HIER WOHNTE ELLA FRÖHLICH GEB. REBER JG. 1893 VERHAFTET 9.5.1933 'HOCHVERRAT' GEFÄNGNIS GRÄFENTONNA ENTLASSEN 10.7.1934 TOT AN DEN HAFTFOLGEN 17.11.1942 | Zwickauer Straße 41 (Lage)   | Ella Fröhlich geb. Reber (1893–1942) |
| | HIER WOHNTE JOHANNA KÄTHE FRÖHLICH VERH. TRENKMANN JG. 1931 AUSGEGRENZT / DRANGSALIERT IN PFLEGEFAMILIE BIS 11.7.1934                                    | Zwickauer Straße 41 (Lage)   | Johanna Käthe Fröhlich (1931-) |
| | HIER WOHNTE WALTER FRÖHLICH JG. 1894 'SCHUTZHAFT' 1933 NOHRA 'HOCHVERRAT' ZUCHTHAUS GRÄFENTONNA ENTLASSEN 1.2.1935                                       | Zwickauer Straße 41 (Lage)   | Walter Fröhlich (1894-) |
| Bild gesucht Der Benutzer GeorgDerReisende ( Diskussion ) wünscht sich an dieser Stelle ein Bild vom Ort mit diesen Koordinaten 50.983924 12.425723 . Motiv: Geraer Straße 6: die Stolpersteine für die Familie Goldberg, die Lage und das Haus Falls du dabei helfen möchtest, erklärt die Anleitung , wie das geht. BW     | HIER WOHNTE ANNA HILDA GOLDBERG JG. 1924 'POLENAKTION' 1938 BEUTHEN / BYTOM DEPORTIERT 1942 ZWANGSARBEITSLAGER LEMBERG-JANOWSKA ERMORDET 1943            | Geraer Straße 6 (Lage)       | Anna Hilda Goldberg (1924–1943) |
| | HIER WOHNTE CILLY GOLDBERG GEB. GOLDBERG JG. 1893 'POLENAKTION' 1938 BEUTHEN / BYTOM DEPORTIERT 1942 ZWANGSARBEITSLAGER LEMBERG-JANOWSKA ERMORDET 1943   | Geraer Straße 6 (Lage)       | Cilly Goldberg geb. Goldberg (1893–1943) |
| Stolperstein für Ella Goldberg | HIER WOHNTE ELLA GOLDBERG JG. 1926 DEPORTIERT GHETTO LWOW ERMORDET 1943                                                                                  | Kornmarkt 21 (Lage)          | Ella Goldberg (1926–1943) |
| Stolperstein für Gittel Eugenie Goldberg (geb. Wiesel) | HIER WOHNTE GITTEL EUGENIE GOLDBERG GEB. WIESEL JG. 1904 DEPORTIERT GHETTO LWOW ERMORDET 1943                                                            | Kornmarkt 21 (Lage)          | Gittel Eugenie Goldberg geb. Wiesel (1904–1943) |
| | HIER WOHNTE MANUEL MENACHEM GOLDBERG JG. 1922 FLUCHT 1938 PALÄSTINA                                                                                      | Geraer Straße 6 (Lage)       | Manuel Goldberg (1922-) |
| | HIER WOHNTE MORITZ GOLDBERG JG. 1927 'POLENAKTION' 1938 BEUTHEN / BYTOM SONDERTRANSPORT 1941 VON HORODOK NACH KIEW ERMORDET                              | Geraer Straße 6 (Lage)       | Moritz Goldberg (1927–1941/45) |
| | HIER WOHNTE WOLF WILHELM GOLDBERG JG. 1894 'POLENAKTION' 1938 BEUTHEN / BYTOM DEPORTIERT 1942 ZWANGSARBEITSLAGER LEMBERG-JANOWSKA ERMORDET 1943          | Geraer Straße 6 (Lage)       | Wolf Wilhelm Goldberg (1894–1943) |
| Stolperstein für Alfred Kohn | HIER WOHNTE ARNOLD KOHN JG. 1880 AUSGEBÜRGERT 1933 DEPORTIERT 1943 AUSCHWITZ ERMORDET JUNI 1944                                                          | Baderei 10 (Lage)            | Arnold Kohn (1880–1944) |
| Bild gesucht Der Benutzer GeorgDerReisende ( Diskussion ) wünscht sich an dieser Stelle ein Bild vom Ort mit diesen Koordinaten 50.986023 12.436554 . Motiv: Brückchen 1: die Stolpersteine für die Familie Kohn, die Lage und das Haus Falls du dabei helfen möchtest, erklärt die Anleitung , wie das geht. BW             | HIER WOHNTE BETTCHEN KOHN GEB. MARX JG. 1884 […] ERMORDET 1942 MAJDANEK                                                                                  | Brückchen 1 (Lage)           | Betty Kohn geb. Marx (1884–1942) |
| | HIER WOHNTE EDITH KOHN JG. 1918 […] | Brückchen 1 (Lage)           | Edith Kohn (1918-) |
| | HIER WOHNTE GERHARD KOHN JG. 1923 […] | Brückchen 1 (Lage)           | Gerhard Kohn (1923–1982) |
| | HIER WOHNTE GERTRUD KOHN JG. 1921 […] ÜBERLEBT | Brückchen 1 (Lage)           | Gertrud Kohn (1921–1988) |
| | HIER WOHNTE LUDWIG KOHN JG. 1914 […] ÜBERLEBT | Brückchen 1 (Lage)           | Ludwig Kohn (1914–1978) |
| | HIER WOHNTE PAUL KOHN JG. 1888 […] ERMORDET 1942 MAJDANEK                                                                                                | Brückchen 1 (Lage)           | Paul Kohn, genannt Psachje (1888–1942) |
| Bild gesucht Der Benutzer GeorgDerReisende ( Diskussion ) wünscht sich an dieser Stelle ein Bild vom Ort mit diesen Koordinaten 50.987292 12.435585 . Motiv: Kirchberg 2: die Stolpersteine für die Familie Kornmehl, die Lage und das Haus Falls du dabei helfen möchtest, erklärt die Anleitung , wie das geht. BW         | HIER WOHNTE ANNA KORNMEHL JG. 1916 FLUCHT ÜBERLEBT | Kirchberg 2 (Lage)           | Anna Kornmehl (1916–1992) |
| | HIER WOHNTE CHAIM 'CHARLY' KORNMEHL JG. 1876 […] TOT 16.1.1940                                                                                           | Kirchberg 2 (Lage)           | Chaim Kornmehl (1876–1940) |
| | HIER WOHNTE LEOPOLD KORNMEHL JG. 1910 FLUCHT ÜBERLEBT | Kirchberg 2 (Lage)           | Leopold Kornmehl (1910–1992) |
| | HIER WOHNTE MAX KORNMEHL JG. 1908 DEPORTIERT BELZYCE ERMORDET 12.5.1942                                                                                  | Kirchberg 2 (Lage)           | Max Kornmehl (1908–1942) |
| | HIER WOHNTE SIEGFRIED KORNMEHL JG. 1914 VERHAFTET 1938 SOG. RASSENSCHANDE ZUCHTHAUS DREIBERGEN-BÜTZOW 1942 AUSCHWITZ ERMORDET 13.11.1942                 | Kirchberg 2 (Lage)           | Siegfried Kornmehl (1914–1942) |
| Stolperstein für Albert Levy | HIER WIRKTE ALBERT LEVY JG. 1886 FLUCHT 1938 HOLLAND INTERNIERT WESTERBORK DEPORTIERT 1943 ERMORDET 1943 IN AUSCHWITZ                                    | Sporenstraße 3 (Lage)        | Albert Levy (1886–1943) |
| Stolperstein für Franziska Levy (geb. Bucky) | HIER WIRKTE FRANZISKA LEVY GEB. BUCKY JG. 1895 FLUCHT 1938 HOLLAND INTERNIERT WESTERBORK DEPORTIERT 1943 ERMORDET 1943 IN AUSCHWITZ                      | Sporenstraße 3 (Lage)        | Franziska Levy geb. Bucky (1895–1943) |
| Bild gesucht Der Benutzer GeorgDerReisende ( Diskussion ) wünscht sich an dieser Stelle ein Bild vom Ort mit diesen Koordinaten 50.985366 12.433259 . Motiv: Markt 26: der Stolperstein für Kurt Löwenstein, die Lage und das Haus Falls du dabei helfen möchtest, erklärt die Anleitung , wie das geht. BW                  | HIER WOHNTE KURT LÖWENSTAMM JG. 1893 DEPORTIERT 1938 KZ BUCHENWALD [...] ERMORDET 1942                                                                   | Markt 26 (Lage)              | Kurt Löwenstamm wurde 1893 in Meißen geboren. Er führte ab 1931 ein Schuhgeschäft in der Burgstraße 14, später am Markt 26. Er lebte offenbar nur zeitweilig in Altenburg. In der Pogromnacht wurde er – gemeinsam mit anderen Leidensgenossen – misshandelt, mit roter Farbe beschmiert und im Polizeigefängnis interniert. Von 12. bis 28. November 1938 war er im KZ Buchenwald interniert. Im Februar 1939 flüchtete er gemeinsam mit seinem Sohn Gerhard zunächst nach Belgien, 1940 weiter nach Frankreich. Dort wurde Kurt Löwenstamm von den deutschen Besatzern aufgegriffen, interniert und über die Lager Gurs und Drancy am 4. September 1942 in das KZ Auschwitz deportiert. Das Todesdatum ist nicht überliefert. |
| Stolperstein für Georg Walter Lövy | HIER WOHNTE GEORG WALTER LÖWY JG. 1898 TOT 24.10.1938 | Kronengasse 2 (Lage)         | Georg Walter Löwy (1898–1938) |
| Stolperstein für Kätchen Löwy (geb. Strumpfner) | HIER WOHNTE KÄTCHEN LÖWY GEB. STRUMPFNER JG. 1900 DEPORTIERT 1942 BELZYCE ERMORDET 10.5.1942                                                             | Kronengasse 2 (Lage)         | Kätchen Löwy geb. Strumpfner (1900–1942) |
| Stolperstein für Renate Löwy | HIER WOHNTE RENATE LÖWY JG. 1927 DEPORTIERT 1942 BELZYCE ERMORDET 10.5.1942                                                                              | Kronengasse 2 (Lage)         | Renate Löwy (1927–1942) |
| Stolperstein für Hans Oronowicz | HIER WOHNTE HANS ORONOWICZ JG. 1931 DEPORTIERT 1942 GHETTO BELZYCE ERMORDET                                                                              | Pauritzer Straße 27 (Lage)   | Hans Oronowicz (1931–1942/45) |
| Stolperstein für Leo Oronowicz | HIER WOHNTE LEO ORONOWICZ JG. 1925 DEPORTIERT 1942 GHETTO BELZYCE ERMORDET                                                                               | Pauritzer Straße 27 (Lage)   | Leo Oronowicz (1925–1942/45) |
| Stolperstein für Margarethe Oronowicz | HIER WOHNTE MARGARETHE ORONOWICZ JG. 1930 DEPORTIERT 1942 GHETTO BELZYCE ERMORDET                                                                        | Pauritzer Straße 27 (Lage)   | Margarethe Oronowicz (1930–1942/45) |
| Stolperstein für Regina Oronowicz (geb. Handweiler) | HIER WOHNTE REGINA ORONOWICZ GEB. HANDWEILER JG. 1896 DEPORTIERT 1942 GHETTO BELZYCE ERMORDET                                                            | Pauritzer Straße 27 (Lage)   | Regina Oronowicz geb. Handweiler (1896–1942/45) |
| Stolperstein für Wanda Oronowicz | HIER WOHNTE WANDA ORONOWICZ JG. 1923 DEPORTIERT 1942 ERMORDET 1943 IN AUSCHWITZ                                                                          | Pauritzer Straße 27 (Lage)   | Wanda Oronowicz (1923–1943) |
| Stolperstein für Edith Rotenberg | HIER WOHNTE EDITH ROTENBERG JG. 1931 DEPORTIERT 1942 AUS KINDERHEIM LEIPZIG ERMORDET IN AUSCHWITZ                                                        | Teichstraße 2 (Lage)         | Edith Rotenberg (1931–1942/45) |
| Stolperstein für Esther Rotenberg | HIER WOHNTE ESTHER ROTENBERG JG. 1927 AUSGEWIESEN 1938 POLEN ERMORDET                                                                                    | Teichstraße 2 (Lage)         | Esther Rotenberg (1927–1939/45) |
| Stolperstein für Hinda Rotenberg (geb. Perla) | HIER WOHNTE HINDA ROTENBERG GEB. PERLA JG. 1897 AUSGEWIESEN 1938 POLEN ERMORDET                                                                          | Teichstraße 2 (Lage)         | Hinda Rotenberg geb. Perla (1897–1939/45) |
| Stolperstein für Josef Rotenberg | HIER WOHNTE JOSEF ROTENBERG JG. 1900 AUSGEWIESEN 1938 POLEN ERMORDET                                                                                     | Teichstraße 2 (Lage)         | Josef Rotenberg (1900–1939/45) |
| Stolperstein für Luzie Rotenberg | HIER WOHNTE LUZIE ROTENBERG JG. 1926 AUSGEWIESEN 1938 POLEN ERMORDET                                                                                     | Teichstraße 2 (Lage)         | Luzie Rotenberg (1926–1939/45) |
| Stolperstein für Ruth Rotenberg | HIER WOHNTE RUTH ROTENBERG JG. 1925 AUSGEWIESEN 1938 POLEN ERMORDET                                                                                      | Teichstraße 2 (Lage)         | Ruth Rotenberg (1925–1939/45) |
| Stolperstein für Sonja Rotenberg | HIER WOHNTE SONJA ROTENBERG JG. 1930 DEPORTIERT 1942 AUS KINDERHEIM LEIPZIG ERMORDET IN AUSCHWITZ                                                        | Teichstraße 2 (Lage)         | Sonja Rotenberg (1930–1942/45) |
| Stolperstein für Karl-Friedrich Schorr-Lassen | HIER WIRKTE VON 1924–1935 KARL-FRIEDRICH SCHORR-LASSEN JG. 1878 BERUFSVERBOT 1935 VERHAFTET 1941 BUCHENWALD ERMORDET 5.9.1942                            | Theaterplatz 19 (Lage)       | Karl-Friedrich Schorr-Lassen (1878–1942) |
| Bild gesucht Der Benutzer GeorgDerReisende ( Diskussion ) wünscht sich an dieser Stelle ein Bild vom Ort mit diesen Koordinaten 50.98119 12.428921 . Motiv: Brauhausstraße 32: die Stolpersteine für die Familie Strassmann, die Lage und das Haus Falls du dabei helfen möchtest, erklärt die Anleitung , wie das geht. BW  | HIER WOHNTE INGOLF STRASSMANN JG. 1930 FLUCHT 1939 PALÄSTINA                                                                                             | Brauhausstraße 32 (Lage)     | Ingolf Strassmann (1930–2013) Kehrte in den 1950er Jahren nach Deutschland zurück, Verfasste mehrere Bücher zur Geschichte der Juden in Altenburg. |
| | HIER WOHNTE JOACHIM STRASSMANN JG. 1936 [...] 1944 THERESIENSTADT BEFREIT                                                                                | Brauhausstraße 32 (Lage)     | Joachim Strassmann (1936–) |
| | HIER WOHNTE JÜRGEN STRASSMANN JG. 1928 FLUCHT 1939 PALÄSTINA                                                                                             | Brauhausstraße 32 (Lage)     | Jürgen Strassmann (1928–) |
| | HIER WOHNTE MARIA STRASSMANN GEB. SEEBAUER JG. 1901 [...] ÜBERLEBT                                                                                       | Brauhausstraße 32 (Lage)     | Maria Strassmann geb. Seebauer (1901–) |
| | HIER WOHNTE MIGNON STRASSMANN JG. 1926 FLUCHT 1939 PALÄSTINA                                                                                             | Brauhausstraße 32 (Lage)     | Mignon Strassmann (1926–) |
| | HIER WOHNTE OLAF STRASSMANN JG. 1932 [...] 1944 THERESIENSTADT BEFREIT                                                                                   | Brauhausstraße 32 (Lage)     | Olaf Strassmann wurde 1932 im thüringischen Zechau-Leesen als Sohn einer katholischen Mutter und eines jüdischen Vaters geboren. 1934 zog die Familie nach Altenburg. 1938 wurde er eingeschult und kurz danach der Schule verwiesen. Der Vater wurde nach Polen deportiert und 1941 ermordet. Olaf Strassmann wurde im Jüdischen Kinderheim in Leipzig untergebracht und besuchte dort die jüdische Schule. 1941 wurde das Kinderheim aufgelöst. Als „Halbjude“ durfte der Junge nach Altenburg zurückkehren. Ab März 1943, nachdem die Mutter zu einer Zuchthausstrafe von 18 Monaten verurteilt worden war, lebte Olaf Strassmann in der Waisenstation des Jüdischen Krankenhauses in Berlin. Im März 1944 folgte die Deportation ins KZ Theresienstadt, wo er im Mai 1945 von der Roten Armee befreit wurde. 1948 emigrierte er nach Palästina. Er heiratete und bekam drei Töchter. Er arbeitete dreißig Jahre lang für die Fluglinie El Al. Er lebte zuletzt in Rehovot und starb am 1. September 2021 in Israel. |
| | HIER WOHNTE PHILIPP STRASSMANN JG. 1901 'POLENAKTION' 1938 BEUTHEN / BYTOM [...] ERMORDET                                                                | Brauhausstraße 32 (Lage)     | Philipp Strassmann (1901–1942) |
| Stolperstein für Hedwig Strumpfner (geb. Stern) | HIER WOHNTE HEDWIG STRUMPFNER GEB. STERN JG. 1880 DEPORTIERT 1942 BELZYCE ERMORDET 10.5.1942                                                             | Kronengasse 2 (Lage)         | Hedwig Strumpfner geb. Stern (1880–1942) |
| Bild gesucht Der Benutzer GeorgDerReisende ( Diskussion ) wünscht sich an dieser Stelle ein Bild vom Ort mit diesen Koordinaten 50.986387 12.433525 . Motiv: Johannisstraße 5–6: die Stolpersteine für die Familie Wandstein, die Lage und das Haus Falls du dabei helfen möchtest, erklärt die Anleitung , wie das geht. BW | HIER WOHNTE BASIA WANDSTEIN JG. 1894 DEPORTIERT 1942 BELZYCE ERMORDET                                                                                    | Johannisstraße 5–6 (Lage)    | Basia Wandstein geb. Rosenmann (1895–1942) |
| | HIER WOHNTE HELENE WANDSTEIN JG. 1926 DEPORTIERT 1942 BELZYCE ERMORDET                                                                                   | Johannisstraße 5–6 (Lage)    | Helene Wandstein (1926–1942) |
| | HIER WOHNTE HERMANN WANDSTEIN JG. 1929 DEPORTIERT 1942 BELZYCE ERMORDET                                                                                  | Johannisstraße 5–6 (Lage)    | Hermann Wandstein (1929–1942) |
| | HIER WOHNTE SAMUEL WANDSTEIN JG. 1893 'SCHUTZHAFT' 1938 BUCHENWALD FLUCHT ENGLAND                                                                        | Johannisstraße 5–6 (Lage)    | Samuel Wandstein (1893-) |

## Verlegedaten
- 1. Juni 2007: Kornmarkt 21, Kronengasse 2, Teichstrasse 2
- 14. Mai 2008: Baderei 10, Pauritzer Straße 27, Sporenstraße 3, Zeitzer Straße 21, Theaterplatz 19
- 6. Juni 2010: Kreuzstraße 14
- 20. Juni 2015: Brauhausstraße 32, Johannisstraße 5–6, Markt 26, Rudolf-Breitscheid-Straße 2, Schmöllnsche Straße 6
- 16. Mai 2022: Zwickauer Straße 41
- 6. November 2022: Brückchen 1, Geraer Straße 6, Teichstraße 1
- 9. November 2023: Kirchberg 2